# 容克
容克（德語：Junker，德語：[ˈjʊŋkɐ]）是指以普魯士为代表的德意志東部地区的贵族地主。在德国从封建社会向资本主义社会过渡时期容克地主阶级长期垄断军政要职。最著名的容克是奧托·馮·俾斯麥，其主導了德意志帝國的建立，被稱為鐵血宰相。
容克在经济上掌握大部分土地。和其他欧洲国家的地主相比较，德国的容克们更勤恳，同时思想较为保守。在19世纪，随着资产阶级的兴起，容克阶级逐渐开始从事资本主义经营，在德国经济中占据重要地位。他们一方面农商并举，大量加入工业和银行业，同时又改变农业经营形式，由收租的容克变成农业企业家。同时资产阶级则力图挤入贵族行列。最终容克地主和资产阶级的经济利益日益融合，成为20世纪前半叶德国军事、政治上一支强大的力量。
第二次世界大戰後，奧得河-尼斯河線以東的德國領土被苏联與波兰吞并，当地的德意志居民被苏联红军驱逐到东德或流放到西伯利亚。而在东德地区，苏联军队实行了土地改革，所有超过100亩的地产都被没收，大批容克阶层成员被内务人民委员部逮捕。由於易北河以東的全部區域都落入东德的掌控，容克這一階級在物質基礎發生改變後徹底消失在了歷史舞台。1990年10月3日两德统一，部分原容克阶层成员试图通过法律诉讼得到赔偿或索要回位于原东德地区被没收的财产，但由于《最终解决德国问题条约》中规定苏联在东德的土改成果不得被推翻，所以所有类似诉讼均以失败告终。

## 來源

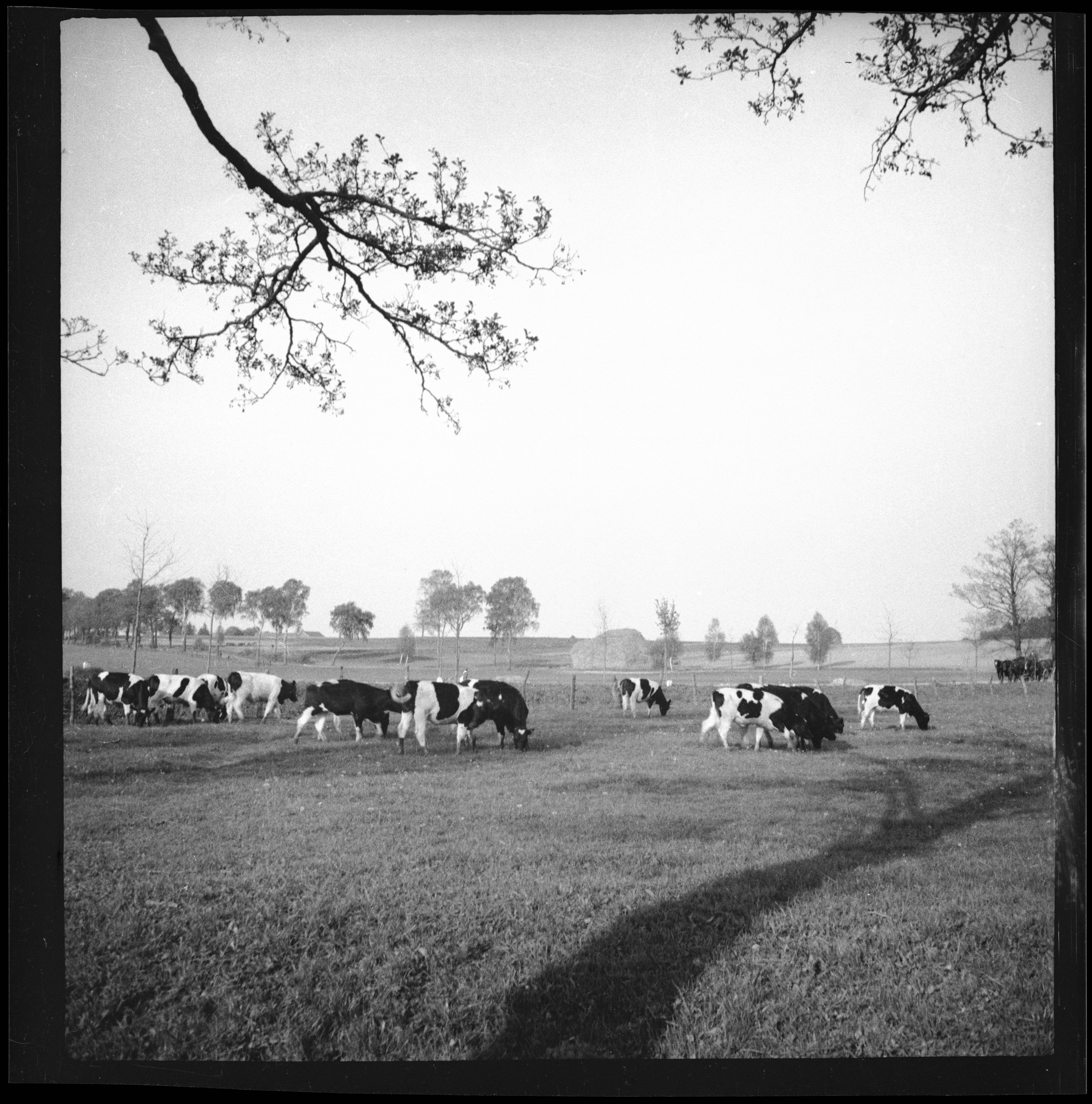
東普魯士地區典型的牧場

Junker一词源自中古高地德語Juncherre，意思是“年輕的貴族”或“年輕的領主”（jung和herr的派生詞），最初是更高edelfrei（直接）貴族成員的頭銜。后它演變成對年輕或次等貴族的一般稱呼，通常是貧窮且在政治上微不足道的，可以被理解為“鄉紳”（參見馬丁路德在瓦爾特堡偽裝成“Junker Jörg”；他後來嘲笑英格蘭國王亨利八世“容克海因茨”（德語：Juncker Heintz））。作為貴族的一部分，許多容克家族的姓氏前只有von或zu等介詞，沒有進一步的等級。头衔的縮寫是Jkr.，最常放在名字和其他头衔之前，例如：Jkr. 海因里希·馮·霍亨伯格。女性對應的Junkfrau（Jkfr.）只是偶爾使用。在某些情況下，尊稱Jkr。也用於男爵（Freiherren）和伯爵（Grafen）。
許多較貧窮的容克在領土親王的宮廷中擔任士兵（Fahnenjunker）、僱傭兵（Hofjunker）和官員（Kammerjunker）。這些家族大多是德國中世紀烏拉德爾（Uradel）的一部分，並在東向移民時期對東北歐領土進行了殖民化和基督教化。幾個世紀以來，他們已成為有影響力的指揮官和地主，尤其是在普魯士王國易北河以東的土地上。
作為土地貴族，容克家族擁有普魯士的大部分耕地。他們作為霍亨索倫家族的堡壘、控制著普魯士軍隊，在政治影響力和社會地位上處於優勢地位，並擁有由佃戶經營的巨大莊園。這些地區尤其位於德國的東北部（即普魯士的勃蘭登堡省、波美拉尼亞省、西里西亞省、西普魯士省、東普魯士省和波森省）。這與以天主教為主的南部各州形成鮮明對比，例如巴伐利亞王國或巴登大公國，那裡的土地由小農場擁有，同時與西部各州的混合農業如黑森大公國、普魯士的萊茵省、威斯特伐利亞省形成鮮明對比。
容克斯形成了一個緊密結合的精英階層，他們面臨的挑戰是如何在一個中產階級和工人階級不斷壯大的新興現代國家中保持主導地位。

## 帝國時期

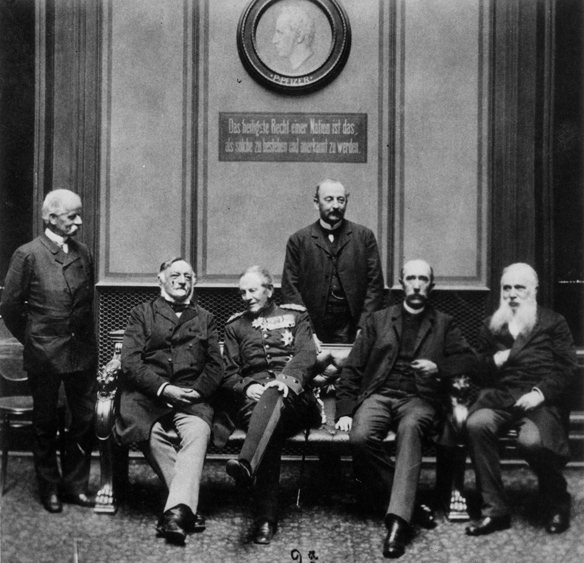
德國保守黨成立於1876年，是容克貴族階級的代表，在帝國內具有很大影響力。圖中是參加1889年德國保守黨黨團會議的主要成員（從左至右）：魯道夫·維希曼、奧托·馮·塞德維茨、赫爾穆特·馮·毛奇、康拉德·馮·克萊斯特·施門津伯爵、奧托·馮·海爾道夫-貝德拉和卡爾·古斯塔夫·阿克曼

容克家族幾乎壟斷了德意志帝國易北河以東地區的所有農業生产。由於容克莊園必須由長子單獨繼承，因此所有受過良好教育並具有貴族血統意識的小兒子都轉向了文職和軍事部門，並控制了所有更高的文職職位以及軍官團。1900年左右，他們對農業經營進行了現代化改造以提高生產力。他們賣掉了生產力較低的土地，加大了對新品種牛和豬的投資，使用了新肥料，增加了糧食產量，並提高了每個工人的生產率。他們的政治影響實現了征收高關稅，減少了來自美國穀物和肉類的競爭。
第一次世界大戰期間，愛爾蘭民族主義議員湯姆·凱特爾將英愛地主階級比作普魯士的容克，他說：“英國為歐洲的自由而戰，為愛爾蘭的容克社會而戰。”
他們的政治影響從1871年至1918年的德意志帝國，并一直延伸到1919年至1933年的魏瑪共和國，时人称“如果普魯士統治德國，那么就是容克統治普魯士，並通過它統治帝國本身”。德意志帝国时期，一項名為Osthilfe（“援助東部”）的政策授予容克斯5億馬克的補貼，以幫助償還某些債務和改進設備。容克繼續要求和接受越來越多的補貼，這讓他們口袋裡有了更多的錢，從而產生了政治權力。容克通過儲存玉米來抬高價格，從而利用了對玉米的壟斷。隨著更多的錢獲利，他們能夠控制政治職位。容克能夠迫使人們繼續為他們的產品支付更多的錢，同時讓他們想要的人留在辦公室。通過面紗背後的政治控制，容克能夠影響政治家製定禁止向農民追債的法律，從而獲得更多的錢並加強他們的權力。
容克支持君主制和軍事傳統，被自由主義者和社會主義者視為反動、反民主和保護主義的代表，因為他們在1848年革命期間站在保守的君主主義勢力一邊。他們的政治利益由德國保守黨在帝國議會和議會外的農學家聯盟（Bundder Landwirte）代表。這一政治階層對工業階層和政府擁有巨大的權力，尤其是通過普魯士的三級選舉權，該制度将選民分為三级，即納稅最多的人構成第一级，納稅最少的人構成第三级，每一级的稅收總額相等。容克地主阶级占据的第一级以4.7%的人口却拥有了同第三级82.6%人口同样的话语权。當1890年代帝國總理利奧·馮·卡普里維降低進口穀物的保護稅時，這些地主要求並獲得解僱；1902年，他們恢復了食品關稅，以使他們自己的產品價格保持在高位。
在19世紀關於德意志帝國國內政策的爭論中，“容克”獲得了當前的、通常是貶義的含義。這個詞被馬克斯·韋伯等社會學家使用，甚至被地主階級成員自己採用。统一德意志的铁血宰相奧托·馮·俾斯麥是著名的容克（儘管他的家庭來自易北河以西的阿爾特馬克地區），俾斯麦在给友人的信中曾略含嘲讽地形容容克阶级的生活：
|  | 我会先当几年军官，对着新兵大呼小叫；然后娶妻、生子、种地，无节制地生产蒸馏酒，用酒来毁坏我的农民们的道德。所以，如果十年后你正好到我家乡，我会邀请你一起寻欢作乐，从庄园找一个水性杨花、曲线玲珑的小娘们儿来耍一耍。我还会请你痛饮馬鈴薯白兰地，想喝多少就喝多少。我还请你去打猎，玩得痛痛快快。那时你看到的我，会是一个肥胖的本土民兵军官，蓄着两端翘起的胡须，骂人可以骂得地动山摇，厌恶犹太人和法国人，恣意鞭笞狗和家仆，与此同时是个妻管严。我会穿皮裤子，在斯德丁毛料厂大出洋相。大家向我这个男爵大人请安的时候，我会和气地捋须，给大家一个优惠价。国王诞辰那天我会喝得烂醉如泥，并高声为陛下祝寿。其余时间，我会定期高谈阔论。我的口头禅是：‘老天！这匹马真棒！’ |

## 1920-40年代

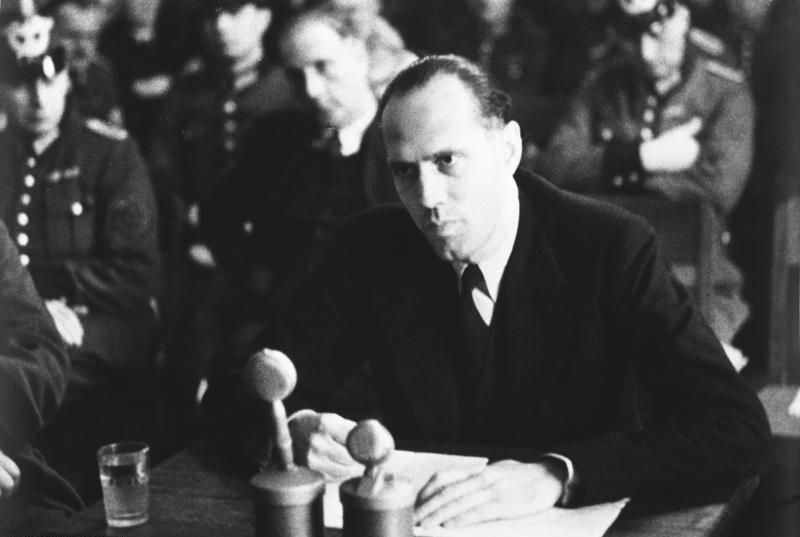
赫爾穆特·詹姆斯·馮·毛奇是在祖地克雷紹建立起了克雷紹圈，並為其主要領導人之一。該圈子的許多成員系反納粹的軍政要員，他們組織並策劃了7月20日刺殺案。雖然毛奇本人主張和平反抗納粹且並未參與密謀，但仍在1945年1月經過短暫審判而被處死

第一次世界大戰後，許多普魯士農學家聚集在全國保守的德國國家人民黨，這個詞也適用於帝國總統保羅·馮·興登堡，他是西普魯士諾伊德克（Neudeck）的領主，以及敦促他任命阿道夫·希特勒為德國總理的秘密顾问团如興登堡的兒子奥斯卡·冯·兴登堡和他的鄰居埃拉德·馮·奧爾登堡-雅努紹。
第二次世界大戰时，有记录指许多容克使用來自波蘭和蘇聯的強迫勞工。二戰陸軍元帥中也有容克阶级的成員，最著名的有格尔德·冯·伦德施泰特、費多爾·馮·博克和埃里希·馮·曼施泰因。赫爾穆特·詹姆斯·馮·毛奇等地主和克萊稍集團的成員都是反抗納粹統治的一部分。隨著第二次世界大戰轉向不利於納粹德國，國防軍的幾名高級容克參與了1944年7月20日克勞斯·馮·施陶芬貝格上校的暗殺行動。當陰謀失敗時，有58人被處決，其中有埃爾溫·馮·維茨萊本和海因里希·馮·萊恩道夫-施泰諾特，或者像亨寧·馮·特雷斯科一樣自殺。在戰爭的最後幾個月以及隨後的紅軍推進期間，大多數容克不得不逃離東部領土。

## 土改和消亡

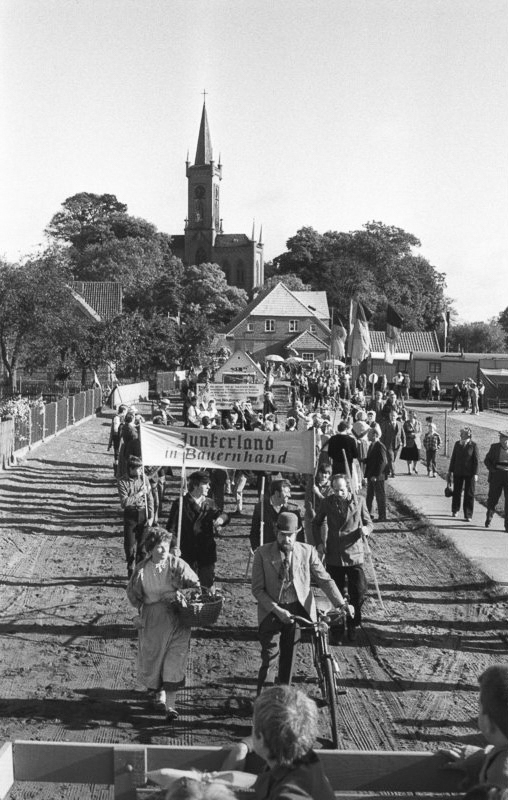
1985年東德慶祝豐收節的遊行，橫幅上書：「容克土地到農民手中」

第二次世界大戰後，在1945年9月蘇聯佔領區（後來的東德）進行共產主義土地改革期間，所有超過100公頃（250英畝）的私有財產都被沒收，然後主要分配給“新農民”，條件是他們繼續耕種它們。由於這些大莊園中的大部分，尤其是在勃蘭登堡和西波美拉尼亞，都屬於容克，德國社會統一黨以東德總統威廉·皮克的口號推廣他們的計劃（“容克土地到農民手中！”）。前業主被蘇聯軍事當局和統一社會黨指控犯有戰爭罪和參與納粹政權，其中許多人被捕、慘遭毆打並被關押在內務人民委員部特別營地（Speziallager），同時他們的財產被掠奪，莊園房屋拆毀。有些人被處決了。許多婦女被強姦。從1952年起，這些個體農場受到各種方式的壓力，被迫聯合起來成為集體，並納入農業生產合作社（Landwirtschaftliche Produktionsgenossenschaften，LPG）或國有化為公有莊園（Volkseigene Güter，VEG）。
1990年兩德統一後，一些容克人試圖通過民事訴訟奪回自己的財產，但德國法院支持土地改革並拒絕全額賠償，坚持了《最终解决德国问题条约》（2+4協定）條款的法律效力，並納入德意志聯邦共和國基本法；根據該協定，對蘇聯吞并的土地，其徵用是不可逆轉的。最後一個決定性的案例是2006年9月漢諾威親王恩斯特·奧古斯特未獲成功的訴訟，當時聯邦行政法院裁定親王無權就薩克森-安哈特州布蘭肯堡城堡附近的漢諾威王室被沒收的地產獲得賠償。然而，其他家庭已經悄悄地從當前所有者那裡購買或租回他們的祖屋。2008年，德國聯邦議院駁回了一份要求正式恢復被驅逐地主的請願書。

## 代表人物
政治人物
- 奥托·冯·俾斯麦
- 保罗·冯·兴登堡
- 弗里德里希·威廉·冯·斯图本
- 多纳的克里斯托夫二世
- 威廉·安東·馮·克萊維茨
- 卡爾·馮·斯坦祖姆·阿爾登斯坦
- 特奧多爾·馮·舍恩
- 弗里德里希·威廉·馮·林德納-威爾道
- 克洛德維希·霍恩洛厄-希靈斯菲斯特
- 特奥巴尔德·冯·贝特曼-霍尔韦格
- 威廉·馮·哈恩克
- 乔治·冯·赫特林
- 弗里德里希·维尔纳·冯·德·舒伦堡
- 弗朗茨·冯·帕彭
- 约阿希姆·冯·里宾特洛甫
- 赫爾穆特·詹姆斯·馮·毛奇
- 卡尔-耶斯科·冯·普特卡默
- 库尔特·馮·哈默斯坦因-埃克沃德男爵
- 魯茨·格拉夫·什未林·馮·科洛希克
- 伯恩哈德·冯·比洛
- 海因里希·弗里德里希·卡尔·冯·施泰因
- 弗雷德里希·沃爾納·馮·舒倫堡

軍事人物（19世紀及之前）
- 格布哈德·冯·布吕歇尔
- 腓特烈·威廉·馮·比洛
- 阿尔弗雷德·冯·瓦德西
- 弗里德里希·威廉·冯·塞德利茨
- 萊昂哈特·馮·布盧門塔爾伯爵
- 奧古斯特·卡爾·馮·格本
- 康斯坦丁·馮·阿爾文斯萊本
- 阿爾布雷希特·古斯塔夫·馮·曼施泰因
- 卡爾·馮·施泰因梅茨
- 奧斯卡·馮·斯珀林
- 古斯塔夫·馮·斯蒂勒
- 赫爾穆特·馮·毛奇（老）
- 格哈德·冯·沙恩霍斯特
- 奥古斯特·冯·格奈森瑙
- 卡尔·冯·克劳塞维茨
- 阿尔布雷希特·冯·罗恩
- 路德维希·约克·冯·瓦滕堡

軍事人物（一戰）
- 阿尔弗雷德·冯·施里芬
- 曼弗雷德·冯·里希特霍芬
- 君特·冯·里本尼茨
- 阿尔弗雷德·冯·提尔皮茨
- 埃里希·冯·法金汉
- 奥古斯特·冯·马肯森
- 喬西亞斯·馮·赫林根
- 海因里希·冯·克莱斯特
- 赫爾穆特·馮·毛奇（小）
- 古斯塔夫·冯·万根海姆
- 卡爾·馮·比滕費爾德
- 雷穆斯·馮·沃伊爾施
- 汉斯·冯·塞克特
- 亚历山大·冯·克卢克
- 维尔纳·冯·布隆伯格
- 海因里希·格拉夫·冯·埃因西德尔
- 赫尔曼·冯·艾希霍恩
- 奥托·利曼·冯·桑德斯
- 埃拉德·冯·奧爾登堡-雅努紹
- 保罗·埃米尔·冯·莱托-福尔贝克
- 庫爾特·馮·施萊謝爾

軍事人物（二戰）
- 毛里茨·冯·维克托林
- 卡爾-海因里希·馮·施蒂爾普納格爾
- 埃伯哈德·冯·马肯森
- 卡爾·馮·格拉芬
- 迪特里希·冯·肖尔蒂茨
- 弗里德里希·保盧斯
- 漢斯-格奧爾格·馮·弗里德堡
- 罗伯特·里特·冯·格莱姆
- 韦塞尔·弗莱塔格·冯·罗林霍芬
- 君特·冯·克鲁格
- 恩斯特·冯·魏茨萨克
- 乌尔里希·冯·哈塞尔
- 海因里希·格拉夫·冯·莱恩多夫-斯坦诺特
- 乔治·冯·德夫林格
- 路德维希·冯·沃尔佐根
- 鲁道夫·冯·本尼格森
- 亨宁·冯·特雷斯科
- 瓦尔特·冯·勃劳希契
- 费多尔·冯·博克
- 奥斯卡·冯·兴登堡
- 威廉·冯·里布
- 埃里希·冯·曼施坦因
- 漢斯-于爾根·馮·阿尼姆
- 格奧爾格·馮·屈希勒
- 瓦爾特·馮·布勞希奇
- 弗朗茨·普费弗·冯·所罗门
- 克劳斯·冯·施陶芬贝格
- 马克西米利安·冯·魏克斯
- 格尔德·冯·伦德施泰特
- 洛萨·冯·里希特霍芬
- 保罗·路德维希·埃瓦尔德·冯·克莱斯特
- 阿尔弗里德·冯·克虏伯和哈巴赫
- 埃里希·馮·登·巴赫-熱勒維斯基
- 维尔纳·冯·弗里奇
- 博德·冯·席拉赫
- 克劳斯·冯·彪罗
- 歐根·安東·西奧菲爾·馮·波德比爾斯基
- 阿道夫·维尔德·冯·霍恩伯恩
- 埃爾溫·馮·維茨萊本
- 戈特弗里德·馮·俾斯麥-舍恩豪森伯爵
- 海因里希·弗莱赫尔·冯·吕特维茨
- 瓦尔特·冯·赖歇瑙
- 瓦尔特·冯·塞德利茨-库尔茨巴赫
- 赫爾穆特·詹姆斯·馮·毛奇
- 皮特·约克·冯·瓦滕堡
- 马里恩·冯·唐霍夫

科學家
- 维纳·冯·西门子
- 费迪南·冯·齐柏林
- 阿道夫·冯·拜尔
- 韦恩赫尔·冯·布勞恩
- 埃里希·冯·德里加尔斯基
- 沃纳·冯·布劳恩
- 奧托·馮·科策布
- 赛缪尔·冯·普芬多夫
- 恩斯特·海因里希·卡爾·馮·德興
- 克劳斯·冯·克利青

歷史、文學家
- 海因里希·馮·特賴茨克
- 克里斯蒂安·威廉·馮·多姆
- 弗里德里希·卡爾·馮·薩維尼
- 利奧波德·馮·蘭克
- 费迪南德·冯·席尔
- 汉斯·约阿希姆·冯·齐腾
- 约瑟夫·冯·艾兴多夫
- 弗朗茨·冯·希佩尔
- 乌尔里希·冯·维拉莫维茨-默伦多夫

運動員
- 古斯塔夫·冯·克虏伯和哈巴赫
- 康斯坦丁·冯·纽拉特
- 理查德·冯·魏茨萨克
- 卡爾-弗里德里希·馮·朗根
- 赫尔曼·冯·奥佩尔恩-布罗尼科夫斯基

### 文献
1. ↑  Alan John Percivale Taylor. . Psychology Press. 2001: 20  [2016-04-05]. ISBN 978-0-415-25558-5. （原始内容存档于2014-01-01）.
2. ↑  Jonathan, Steinberg. . Oxford University Press. 2011. ISBN 978-0-19-978252-9.
3. ↑  Duden; Meaning of Junker, in German.  （页面存档备份，存于）
4. ↑  Henry VIII: September 1540, 26–30', Letters and Papers, Foreign and Domestic, Henry VIII, Volume 16: 1540–1541 (1898), p. 51. URL: http://www.british-history.ac.uk/report.aspx?compid=76214 （页面存档备份，存于） Date accessed: 10 June 2012
5. ↑  William W. Hagen, Ordinary Prussians – Brandenburg Junkers and Villagers, 1500–1840 (Cambridge University Press, 2007)
6. ↑  Hagen, Ordinary Prussians – Brandenburg Junkers and Villagers, 1500–1840 (2007)
7. ↑  Torp, 2010)
8. ↑  Tim Cross (1988), The Lost Voices of World War I, p. 42.
9. ↑  Frederic Austin Ogg, The Governments of Europe (1920), p. 681
10. 1 2 3  . history.hanover.edu.   [2018-10-29]. （原始内容存档于2023-02-21）.
11. ↑  Scott, H.M. (编).  2. UK: Basingstoke. 2007: 118–119.
12. ↑  Naimark, Norman M. (1995). The Russians in Germany: A History of the Soviet Zone of Occupation, 1945–1949. Cambridge: Belknap Press. p. 145.
13. ↑  Naimark, Norman M. (1995). The Russians in Germany: A History of the Soviet Zone of Occupation, 1945–1949. Cambridge: Belknap Press. p. 143.
14. ↑  Naimark, Norman M. (1995). The Russians in Germany: A History of the Soviet Zone of Occupation, 1945–1949. Cambridge: Belknap Press. p. 86.

## 延伸閱讀
- Bruno Buchta: Die Junker und die Weimarer Republik. Charakter und Bedeutung der Osthilfe in den Jahren 1928–1933. VEB Deutscher Verlag der Wissenschaften, Berlin 1959.
- Walter Görlitz: Die Junker: Adel und Bauer im deutschen Osten. Geschichtliche Bilanz von sieben Jahrhunderten. Starke, Glücksburg (Ostsee) 1956.
- Francis L. Carsten: Geschichte der preußischen Junker. Suhrkamp, Frankfurt 1988, ISBN 3-518-11273-2.
- Francis L. Carsten: Der preußische Adel und seine Stellung in Staat und Gesellschaft bis 1945. In: Hans-Ulrich Wehler (Hrsg.), Europäischer Adel 1750–1950. Vandenhoeck & Ruprecht, Göttingen 1989, ISBN 3-525-36412-1, S. 112–125.
- Heinz Reif (Hrsg.): Ostelbische Agrargesellschaft im Kaiserreich und in der Weimarer Republik. Agrarkrise – Junkerliche Interessenpolitik – Modernisierungsstrategien. Akademie, Berlin 1994, ISBN 3-05-002431-3.
- Heinz Reif: Die Junker. In: Etienne François, Hagen Schulze (Hrsg.): Deutsche Erinnerungsorte. Bd. 1, Beck, München 2001, ISBN 3-406-47222-2, S. 520–536.
- Johannes Rogalla von Bieberstein: Preußen als Deutschlands Schicksal. Ein dokumentarischer Essay über Preußen, Preußentum, Militarismus, Junkertum und Preußenfeindschaft. Minerva-Publikation, München 1981, ISBN 3-597-10336-7.
- Hans Rosenberg: Die Pseudodemokratisierung der Rittergutsbesitzerklasse. In: Ders.: Machteliten und Wirtschaftskonjunkturen: Studien zur neueren deutschen Sozial- und Wirtschaftsgeschichte (= Kritische Studien zur Geschichtswissenschaft. Bd. 31). Vandenhoeck & Ruprecht, Göttingen 1978, ISBN 3-525-35985-3, S. 83–117.
- René Schiller: Vom Rittergut zum Großgrundbesitz. Ökonomische und soziale Transformationsprozesse der ländlichen Eliten in Brandenburg im 19. Jahrhundert (= Elitenwandel in der Moderne. Bd. 3). Akademie-Verlag, Berlin 2003, ISBN 3-05-003449-1.
- Hanna Schissler: Die Junker. Zur Sozialgeschichte und historischen Bedeutung der agrarischen Elite in Preußen. In: Hans-Jürgen Puhle, Hans-Ulrich Wehler (Hrsg.): Preußen im Rückblick  (= Geschichte und Gesellschaft. Sonderheft 6). Vandenhoeck & Ruprecht, Göttingen 1980, ISBN 3-525-36405-9, S. 89–122.
- Cornelius Torp: Max Weber und die preußischen Junker. Mohr Siebeck, Tübingen 1998, ISBN 3-16-147061-3.
- Patrick Wagner: Bauern, Junker und Beamte. Lokale Herrschaft und Partizipation im Ostelbien des 19. Jahrhunderts. (= Moderne Zeit. Bd. 9). Wallstein, Göttingen 2005, ISBN 3-89244-946-5 (zugleich Habilitationsschrift Universität Freiburg im Breisgau 2003).